# Karavukovo
Karavukovo (srp.: Каравуково, njem. Wolfingen, mađ, Bácsordas) je naselje u općini Odžaci u Zapadnobačkom okrugu u Vojvodini.

## Stanovništvo
U naselju Karavukovo živi 4.991 stanovnika, od toga 4.048 punoljetnih stanovnika, a prosječna starost stanovništva iznosi 40,9 godina (39,7 kod muškaraca i 42,0 kod žena). U naselju ima 1.675   domaćinstava, a prosječan broj članova po domaćinstvu je 2,98.
Prema popisu stanovništva iz 1991.godine u naselju je živjelo 5.607 stanovnika.
| Etnički sastav 2002. |            |        |
| Narod                | Stanovnika | %      |
| Srbi                 | 4.869      | 97,55% |
| Mađari               | 26         | 0,52%  |
| Hrvati               | 14         | 0,28%  |
| Makedonci            | 11         | 0,22%  |
| Slovaci              | 6          | 0,12%  |
| Jugoslaveni          | 5          | 0,10%  |
| Nijemci              | 4          | 0,08%  |
| Rumunji              | 3          | 0,06%  |
| ostali               | 11         | 0,22%  |
| nepoznato            | 11         | 0,22%  |

| broj stanovnika | 5008  | 6024  | 6472  | 5925  | 5682  | 5607  | 4991  |
|                 | 1948. | 1953. | 1961. | 1971. | 1981. | 1991. | 2001. |

- Do Drugoga svjetskoga rata u Karavukovu je živjela velika zajednica Nijemca, koji su poslije rata deportirani, a u njihove kuće doseljeni Srbi.
- 1910. godine Karavukovo je imalo 4.055 stanovnika od čega 3.814 Nijemaca.

## Vanjske poveznice
- Karte, udaljenonosti, vremenska prognoza  Arhivirana inačica izvorne stranice od 3. kolovoza 2008. (Wayback Machine)
- Satelitska snimka naselja  Arhivirana inačica izvorne stranice od 20. veljače 2021. (Wayback Machine)
- Mrežne stranice sela Karavukova